# 艾伯特城 (愛荷華州)
艾伯特城是美国艾奥瓦州布尤納維斯塔縣下轄的一个城市。面积为1.41平方公里，均为陆地。根据2010年美国人口普查数据，该地人口为699人。